# Екстрактовање бакра
Екстракција бакра односи се на методе које се користе за добијање бакра из његових руда. Производња бакра се састоји од низа физичких и електрохемијских процеса. Методе су се развиле и варирају од земље до земље, у зависности од тога каква је руда, локалних прописа о животној средини и других фактора. 
Као и у свим рударским операцијама, руде мора бити у доволјним количинама (мора бити концентрована). Технике прераде зависе од природе руде. Ако је руда првенствено сулфид бакра (као што је халкопирит), руда се дроби и меље да бисмо узели потребне минерале из сирове руде и ослободили се отпадних минерала. Затим се то концентрише флотацијом минерала. Тај материјал се обично продаје удаљеним топионицама, мада неки велики рудници имају топионице које се налазе у близини. Такав распоред рудника и топионица била је типичнија у 19. и почетком 20. вијека, када су мање топионице могле бити економски исплативије. Сумпорни концентрати су обично топљени у таквим пећима као што су Оутокумпу или Инко флеш пећи или ИЗАСМЕЛТ пећ да би се произвео топлљени бакар, која се мора претопити и рафинисати да би се произвео анодни бакар. Коначно, поступак рафинисања је електролиза . Из економских и еколошких разлога, многи нуспродукти екстракције су поново добијени. На пример, сумпор-диоксидни гас се претвара у сумпорну киселину - која се затим може користити у поступку екстракције или продати у сврхе производње вештачког ђубрива. 
Оксидоване бакарне руде могу се третирати хидрометалургијском екстракцијом . 

## Историја
Најранији докази о хладном екстрактовању природног бакра потичу из ископавања у Каиону Тепеси у источној Анадолији, који датира између 7200. и 6600. године пре нове ере.  Међу разним предметима за које се сматрало да су заветни или амулети, постојао је и један који је изгледао као удица за рибу и један попут лука. Други налаз, у пећини Шанидар у Мергасуру у Ираку, који садржи бакарне перлице, датира из 8.700 пре нове ере. 
Један од најстаријих познатих површинских рудника бакра на свету налази се у Тимна Валеју, у Израелу, датира од четвртог миленијума пре нове ере, а површинско лежиште се користи од шестог до петог миленијума. 
Археолошко налазиште Плочник у југоисточној Европи ( Србија) садржи најстарије сигурно датирано  доказ производње бакра на високој температури, од 5.000 пре нове ере. Налаз из јуна 2010. године је старији за додатних 500 година од записа о топљењу бакра из Рудне Главе ( Србија), датиран у 5. миленијуму пре нове ере. 
Технологија топљења бакра довела је до бакарног доба, званог Халколитно доба, а потом и бронзаног доба . Бронзано доба не би било могуће да људи нису развили технологију за топљење. 

## Концентрација
Већина бакарних руда садржи само мали проценат метала бакра везаног у драгоцене рудне минерале, а остатак руде су нежељени минерали камења или ганг отпадних минерала, обично силикатни минерали или оксидни минерали који су често безвредни. У неким случајевима, јаловишта су повучена да би се повратила изгубљена вредност, како се побољшавала технологија обнављања бакра. У бакарној руди у 21. веку има испод 0,6% бакра, а удео економски исплативих рудних минерала (укључујући бакар) је мањи од 2% укупне запремине руде. Кључ металуршке обраде било које руде је одвајање рудних минерала од отпадних минерала у стени. 
Прва фаза било ког процеса у металуршком обрадном кругу је прецизно млевење или уситњавање, при чему се стена дроби да би се створиле ситне честице (<100 µm) које се састоје од појединачних минералних фаза. Те се честице одвајају ради уклањања гангa (остаци стена), након чега следи поступак физичког ослобађања рудних минерала из стене. Процес производње бакарних руда зависи од тога да ли су то оксидне или сулфидне руде.
Наредни кораци зависе од природе бакарне руде и онога што екстрактујемо. За оксидне руде обично се води хидрометалуршки поступак, који користи растворљиву природу рудних минерала и у корист је фабрике за прераду. За сулфидне руде, и секундарне ( супергене ) и примарне ( хипогене ), користи се пенаста флотација да се физички одвоји руда од ганга. За посебна природна бакарна рудна тела или делове рудних тела богатих супергенским нафтним бакром, овај минерал се може обновити гравитационим кругом . 

## Пенаста флотација
Модерни поступак пенасте флотације измишљен је почетком 1900-их у Аустралији Ц.В. Потер, а отприлике у исто време Г.Д. Делпрат . 
Све примарне сулфидне руде бакра, као и већина концентрата секундарних бакарних сулфида (који су халкоцити ), подвргавају се топљењу. Неки процеси као што су ват лич или прешр лич користе се растварање халкоцита и производе бакарну катоду из личхејта, али ово је мањи део тржишта. 
Карбонатни концентрати су релативно мали производи произведени од постројења за цементацију бакра, типично као завршни стадијум операције добијања бакра. Такви карбонатни концентрати могу се третирати постројењем за екстракцију и добијање раствора (СКС-ЕВ) или топити. 
Руда бакра је уситњена на одређену гранулацију која је довољно ситна да би се одвојили бакар сулфидни минерали од ганг минерала. Затим се руда влажи, суспендује у кашу и помеша са ксантатима или другим реагенсима, који чине честице сулфида хидрофобним . Типични реагенси укључују калијум етилксантат и натријум етилксантат, али се такође користе и дитиофосфати и дитиокарбамати. 
Третирана руда се уноси у резервоар за аерацију напуњен водом који садржи површински активно средство као што је метилизобутил карбинол (МИБЦ). Ваздух се непрестано пробија кроз кашу, а мехурићи ваздуха се причвршћују на хидрофобне честице бакар-сулфида, које излазе на површину, где формирају пену и нестају. Ова пена је углавном подвргнута ћелији за чишћење ради уклањањања сувишних силиката и других сулфидних минерала који могу штетно утицати на квалитет концентрата (типично галенита) и коначно концентрат се топи. Стена која не плутала у флотацијској ћелији или се одбацује у облику јаловине или се даље обрађује како би се извукли други метали, попут олова (из галенита) и цинка (из сфалерита), уколико постоје. Да би се побољшала ефикасност процеса, креч се користи за подизање pH вредности воденог купатила, доводећи до тога да се колектор јонизује и да се првенствено везује за халкопирит (CuFeS2) и избегава пирит (FeS2 ). Гвожђе постоји у минералима обе примарне зоне. Бакарне руде које садрже халкопирит могу се концентрисати, да би се добио концентрат са између 20% и 30% бакра (обично 27-29% бакра). Остатак концентрата је гвожђе и сумпор у халкопириту, и нежељене нечистоће попут силикатних ганг минерала или других сулфидних минерала, типично мање количине пирита, сфалерита или галенита . Халкоцитни концентрати обично садрже између 37% и 40% бакра, јер халкоцит нема гвожђа у минералу. 

## Хидрометалуршка екстракција

### Сумпорне руде
Секундарни сулфиди - они који настају секундарним обогаћивањем супергеном - отпорни су ( ватростални ) на сумпорно испирање. Ове руде су мешавина бакар-карбоната, сулфата, фосфата и оксида и секундарних сулфидних минерала, претежно халкоцита, али остали минерали попут дигенита могу бити важни у неким лежиштима. 
Супергенске руде богате сулфидима могу се концентровати помоћу пенасте флотације. Типични концентрат халкоцита може да садржи између 37% и 40% бакра у сулфиду, што их чини релативно јефтинима за топљење у поређењу с концентратима хакопирита. 
Неке наслаге супергена сулфида могу се одстранити процесом бактеријске оксидације тако што сулфиди оксидују у сумпорну киселину, која омогућава добијање раствора бакар-сулфата . Као и код оксидних руда, користи се технологија екстракције раствора и електроекстракције да би се бакар извукао из раствора. 
Супергене сулфидне руде богате природним минералима бакра не реагују у третману испирања сумпорном киселином киселине у практично свим временским размерама, а густе металне честице не реагују у процесу пенаста флотације. Обично, ако је природни бакар споредни део супергенске руде, он се неће издвојити и отићиће у јаловину . Када се довољно обогати бакром, бакарна руда се може третирати да би се задржао бакар који се налази у гравитационом бубњу, при чему уз помоћ густине одвајамо лакше силикате минерале. Често је природа ганга важна, јер се тешко можемо ослободити природних бакарних руда богатих глином. 

### Оксидне руде
Оксидovana тела бакарне руде могу се третирати кроз неколико поступака, хидрометалуршким процесима који се користе за третирање оксидних руда којима доминирају минерали бакар-карбоната као што су азурит и малахит, и други растворљиви минерали, попут силиката попут хризоколa, или сулфата као што је атакамит и тако даље. 
Такве оксидне руде обично се испирају сумпорном киселином, обично у процесу излучивања бакра како би се ослободили бакарни минерали у раствор сумпорне киселине натопљене бакарним сулфатом. Из раствора бакар-сулфата уклања се бакар помоћу постројења за екстракцију и електроекстракцију ( СКС-ЕВ ), при чему се сумпорна киселина (разблажена) враћа назад на гомилу.. Такође, бакар се може исталожити из раствора додиривањем са отпадним гвожђем; процес који се зове цементација. Цементни бакар је обично мање чист од бакра СКС-ЕВ. Обично се сумпорна киселина користи као средство за испирање бакар-оксида, мада је могуће користити воду, нарочито за руде богате веома растворљивим минералним сулфатима. 
Генерално, пенаста флотација се не користи за концентрисање руда бакар-оксида, јер оксидни минерали не реагују са једињењима пенаста флотације односно не учествују у процесу пенаста флотације (тј. Не везују се за хемикалије на бази керозина). Руде бакар-оксида повремено су третиране пенастом флотацијом-сулфидирањем оксидних минерала одређеним хемикалијама које реагују с честицама оксида, да би се створио танки слој сулфида (обично халоцит), који затим може бити активиран у постројењу за пенасту флотацију. 

## Топљење сумпора
До друге половине 20. века, топљење сулфидних руда било је готово једино средство за производњу бакарних метала из миниралних руда ( примарна производња бакра). Давенпорт и остали, приметили су 2002. године да је чак 80% светске примарне производње бакра од атома бакра, гвожђа и сумпора и да се велика већина њих топила. 
Бакар се у почетку производио из сулфидних руда директно топљењем руде у пећи.  Топионице су у почетку биле лоциране у близини рудника како би се смањили трошкови превоза. Овим су се избегли непотребни трошкови превоза отпадних минерала сумпора и гвожђа који су присутни у минералима који садрже бакар. Међутим, како се концентрација бакра у рудним телима смањивала, енергетски трошкови топљења читаве руде такође су постали прекомерни и требало је прво да се руде концентришу. 
Прве технике концентровања укључивале су ручно сортирање  и гравитацијско одвајање. Они су резултирали великим губицима бакра. Сходно томе, развој процеса пенасте флотације био је велики корак напред у преради минерала.  Омогућио је развој џиновског рудника кањона Бингам у Јути. 
У двадесетом веку већина руда је била концентрована пре топљења. Топљење се у почетку обављало уз употребу синтеролошких постројења и пећи,  или помоћу печења и ревербераторних пећи.  Топљење и ревербераторна пећа доминирали су примарном производњом бакра до 1960-их. 

### Печење
Поступак печења се обично изводи у комбинацији са ревербераторних пећиревербераторним пећима. У пећи бакарни концентрат је делимично оксидовао да би се створио " калцин " и гас сумпор-диоксид. Стехиометрија реакције која се догађа је: 
2 CuFeS2 + 3 O2 → 2 FeO + 2 CuS + 2 SO2
Пржење обично оставља више сумпора у реакцији анализе (15% у случају пећи на Мант Иса руднику  ) него што биљка оставља у синтерованом производу (око 7% у случају електролитичке рафинерије и топљења у пећи  ). 
Од 2005. печење више није уобичајен третман бакарним концентратом, јер његова комбинација са ревербераторним пећима није енергетски ефикасна, а концентрација SO2 у пећима је превише мала да би било економски исплативо.  Сада се фаворизује директно топљење, нпр. коришћењем следећих технологија топљења: флеш-топљење, Исасмелт, Норанда, Митсубиши или Ел Тениенте пећи. 

### Топљење
Прва фаза топљења материјала обично се назива фазом таљења или мат фазом . Може се радити у разним пећима, укључујући застареле високе пећи и ревербераторне пећи, као и флеш пећи, пећи Исасмелт итд.  Производ ове фазе топљења је мешавина бакра, гвожђа и сумпора која је богатија бакром и која се назива мат или бакарна мат смеша . Израз мат смеша се обично користи за иражавање количине бакра у смеши. 
Сврха мат фазе топљења је елиминисати што је могуће више нежељених минерала гвожђа, сумпора и ганга (попут силицијума, магнезијума, алуминијума и кречњака), без превеликог губитка бакра.  То се постиже реакцијом сулфида гвожђа са кисеоником (у ваздуху или ваздуху обогаћеним кисеоником) и добијају се оксиди гвожђа (углавном као FeO, или са магнетитом (Fe3O4 )) и сумпор-диоксидом . 
Бакар сулфид и гвожђе оксид могу да се помешају, али када се дода довољно силицијума, формира се одвојени слој шљаке .  Додавање силикагела такође смањује тачку топљења (или, тачније, температуру флуида ) шљаке, што значи да се процес топљења може радити на нижим температурама. 
Реакција стварања шљаке је: 
FeO + SiO2 → FeO.SiO2
Шљака је мање густа од мат смеше, тако да ствара слој који плута по површини. 
Бакар се може издвојити из мат смеше на три начина: као купро оксид (Cu2O) растворен у шљаци,  као сулфидни бакар растворен у шљаци  или у облику ситних капљица (или богата бакарна руда ) из мат смеше.  
Количину бакра који је изгубљен због оксидације додатно повећававамо повећањем кисеоника у шљаци.  Количина кисеоника углавном расте како се повећава садржај бакра у мат смеши.  Тако се губитак бакра у облику оксида повећава како се повећава садржај бакра у мат смеши. 
С друге стране, растворљивост бакар сулфида у шљаци опада како се садржај бакра у мат смеши повећава изнад 40%.  Нагамори је израчунао да је сумпорни бакар онај који има више од половине бакра у шљаци, а који потиче из мат смеше која садржи мање од 50% бакра. Изнад ове бројке почиње да доминира оксидни бакар. 
Губитак бакра због прљавштина у шљаци зависи од количине руде, вискозности шљаке и времена таложења. Розенквист је сугерисао да је око половина бакра изгубљеног у шљаци изгубљено због прљавштина у руди. 
Маса шљаке која се ствара у фази топљења зависи од садржаја гвожђа у материјалу који се убацује у пећ и циљане мат смеше. Што је већи садржај гвожђа у руди, то ће више гвожђа бити потребно да се одбаци у шљаку за дату мат смешу. Слично томе, променом циљане мат смеше, одбацује се више гвожђа и повећана је количина шљаке. 
Дакле, два фактора која највише утичу на губитак бакра у шљаци у фази топљења су: 
- одређена мат смеша
- маса шљаке. [18]

То значи да постоји ограничење висине матирања смеше, ако се одржава на ниском нивоу губитак бакра од шљаке. Због тога су потребне додатне фазе прераде (претварање и топљење). 
Следећи пододељци укратко описују неке од поступака топљења мат смеше.

#### Топљење ревербераторном пећи
Ревербераторне пећи су дугачке пећи које могу обрађивати влажни, суви или печени концентрат. Већина ревербераторних пећи која се користи у последњим годинама радила је са печеним концентратом, јер је стављање сувих сировина у ревербераторну пећ енергетски ефикасније и елиминација сумпора у пећи резултује вишим нивоима мат смеше.
У ревербераторне пећи руда се убацује кроз отворе дуж бочних страна пећи.  Обично се додаје и силицијум диоксид који помаже да се формира шљака. У пећи су горионици који раде помоћу уситњеног угља, лож-уља или природног гаса,  а чврсти материјал се топи. 
Ревербераторне пећи могу се допунити растопљеном шљаком која се добија из каснијих фаза прераде да би се додатно извукао бакар и други материјали са високим садржајем истог. 
Будући да је материјал у ревербераторној пећи изолован, долази до врло мале оксидације сировине (и на тај начин се врло мало сумпора елиминише из концентрата). То је у суштини процес топљења.  Сходно томе, мокро-пуњене пећи имају мање бакра у свом матичном производу него пећи напуњене калцином, а имају и мање губитака бакра у шљаци.  Гил наводи да је губитак за бакар у шљаци од 0,23% за мокро пуњену ревербераторну пећ, а 0,37% за калцинску пећ. 
У случају пећи напуњених калцином, значајан део сумпора елиминисан је током фазе печења, а калцин се састоји од смеше бакра, гвожђе-оксида и сулфида. Ревербераторна пећ делује тако што омогућава овим супстанцама да се приближе хемијској равнотежи на радној температури пећи (приближно 1600 °C на крају пећи и око 1200 °C на крају димњака;  мат смеша на око 1100 °C, а шљака на око 1195 °C ). У овом процесу равнотеже, кисеоник повезан са једињењима бакара реагује са сумпором који је повезан са једињењима гвожђа, повећавајући садржај гвожђевог оксида у пећи, а гвожђе оксиди даље реагују са силицијумом и другим оксидним материјалима да би формирали шљаку. 
Главна реакција равнотеже је: 
Cu2O + FeS = Cu2S + FeO
Шљака и мат смеша имају различите форме које могу изаћи из пећи као различити материјали. Слој шљаке повремено се пушта кроз рупу у зиду пећи изнад нивоа постојећег слоја. Мат смеша се уклања тако што се извуче кроз рупу у ковчегу пећи и онда се краном одводи на даљу прераду.  Овај поступак одводње познат је и као отварање пећи. Рупа кроз бакарни блок са воденим хлађењем спречава ерозију ватросталних опека које облажу пећ. Када је уклањање мат смеше или шљаке завршено, рупа се обично затрпава глином, која се уклања када је пећ спремна за поновну употребу. 
Ревербераторне пећи често се користе за већ растопљену шљаку како бисмо добили бакар.  То се сипа у пећи из ковчега које носе кранови. Међутим, претворена шљака садржи висок број магнетита,  а неки од ових магнетита се таложи из претворене шљаке (због веће тачке топљења), формирајући акрецију на огњишту ревербераторне пећи захтевајући гашење пећи ради уклањања акреција. Ове акреције ограничавају количину претворене шљаке која се може третирати у ревербераторној пећи. 
Иако ревербераторне пећи имају врло мале губитке бакра на шљаку, оне нису енергетски ефикасне, а ниске концентрације сумпор-диоксида у њиховим отпадним плиновима чине цео процес неекономичним.  Сходно томе, оператори топионица су 1970-их и 1980-их много новца уложили у развој нових, ефикаснијих процеса топљења бакра.  Поред тога, технологије топљења флеш пећима развијене су у ранијим годинама и почеле су да замењују ревербераторне пећи. До 2002. године 20 од 30 ревербераторних пећи које су још увек радиле 1994. године, је затворено. 

#### Топљење флеш пећима
При топљењу флеш методом концентрат се распршује у ваздуху или кисеонику и реакције топљења су углавном завршене док су минералне честице још у лету.  Реаговане честице се затим таложе у кади на дну пећи, где се понашају као и калцин у ревербераторној пећи.  На врху мат слоја формира се слој шљаке и могу се појединачно истиснути из пећи. 

### Претварање
Мат, који се производи у топионици, садржи 30-70% бакра (у зависности од процеса који се користи и филозофије рада топионице), превасходно као бакар-сулфид, а понекад и гвожђе-сулфид. Сумпор се уклања на високој температури као сумпор диоксид дувањем ваздуха кроз растопљени мат: 
2 CuS + 3 O2 → 2 CuO + 2 SO2
CuS + O2 → Cu + SO2
Паралелном реакцијом гвожђе сулфид се претвара у шљаку: 
2 FeS + 3 O2 → 2 FeO + 2 SO2
2 FeO + SiO2 → Fe2SiO4
Чистоћа овог производа је 98%, позната је као блистер због напукле површине створене испаравањем сумпор диоксида када се бакрна руда или инготи хладе. Споредни производи настали у процесу су сумпор диоксид и шљака . Сумпор диоксид се ослобађа и користи у ранијим процесима испирања. 

### Рафинирање ватром
Бубрежасти бакар се убацује у анодну пећ, пећ која рафинише бубрежасти бакар у анодни бакар у две фазе уклањањем већине преосталог сумпора и гвожђа, а затим уклањањем кисеоника унетог током прве фазе. Ова друга фаза, која се често назива полирање, завршава се дувањем природног гаса или неког другог редукционог средства, преко растопљеног бакар-оксида. Када овај пламен гори зелено, што указује на спектар оксидације бакра, кисеоник је углавном изгорео. Ово ствара бакар са око 99% чистоће. 

### Електрорафинисање
Бакар се рафинише електролизом . Аноде извађене из прерађеног бубрежастог бакра се стављају у водени раствор са 3–4% бакар сулфата и 10-16% сумпорне киселине . Катоде су танко ваљани листови високо чистог бакра или, чешће ових дана, листови од нерђајућег челика који се могу поново користити (као у ИсаКид процесу ).  За почетак процеса потребан је потенцијал од само 0,2-0,4 волта. У индустријским постројењима могућа је густина струје и до 420 A/m².  На аноди се растварају бакар и мање племенити метали. Племенитији метали, као што су сребро, злато, селен и телур, таложе се на дну ћелије као анодна слуз, што ствара променљиви нуспродукт. Бакар (II) јони путују кроз електролит до катоде. На катоди бакарне металне плоче излазе, али мање племенити састојци, попут арсена и цинка, остају у раствору јер се не користи већи напон.  Реакције су: 
На аноди : Цу (с) → Цу 2+ (ак) + 2е -
At the cathode: Cu2+(aq) + 2e− → Cu(s)

## Концентрати и даља продаја бакра
Бакарни концентрати произведени у рудницима продају се топионицама и рафинеријама који прерађују руду и рафинишу бакар и наплаћују за ову услугу путем трошкова за обраду (ТЦ) и рафинисане допуне (РЦ). ТЦ-ови се наплаћују у америчким доларима по тони обрађеног концентрата, а РЦ-ови се наплаћују у центима по обрађеном килограму, деноминираним у америчким доларима, са референтним ценама које годишње постављају велике јапанске топионице. Купац у овом случају може бити топионица, која продаје бубрежасте бакарне руде рафинерији, или рафинерија која је вертикално интегрирана-снабдевање од самих њих. 
Један распрострањени облик концентрата бакра садржи злато и сребро, попут оног који је израдио Боугеинвил Копер Лимитед из рудника Пангуна од раних 1970-их до краја 1980-их. 
Типични уговор за рудара изражен је према цени Лондонске берзе метала, умањеној за ТЦ-РЦ-ове и евентуалне пенале или кредите. Казне се могу проценити према концентрату бакра у складу са нивоом штетних елемената, као што су арсен, бизмут, олово или волфрам . Пошто велики део рудних тела бакар-сулфида садржи сребро или злато у значајним количинама, рудару се може исплатити за ове метале, ако је њихова концентрација унутар концентрата већа од одређене количине. Обично рафинерија или топионица рудару наплаћује накнаду на основу концентрације; типични уговор ће одредити да се за сваку унцу метала у концентрату плаћа кредит изнад одређене концентрације; осим тога, ако је вишак, топионица ће задржати метал и продати га како би подмирила трошкове. 
Бакарним концентратом се тргује или путем спот уговора или кроз дугорочне уговоре као интермедијарни производ. Често топионица сама продаје метал бакра у име рудара. Рудару се плаћа цена у тренутку када топионица рафинерија врши продају, а не по цени на дан испоруке концентрата. Према систему квотационих цена, цена је договорена да буде у одређеном датуму у будућности, обично 90 дана од тренутка испоруке до топионице. 
Бакарна катода је од 99,99% бакра у листовима који су 1 cm дебели  и  1 метар квадратни је тежак отприлике 200 килограма. То је роба, која се може испоручити и продати на металним берзама у Њујорк Ситију (КОМЕКС), Лондону (Лондон Металс Иксчејнџ) и Шангају (Шангај Фјучрс Иксчејнџ). Често се бакарном катодом тргује на берзи индиректно путем налога, опција или уговора о замени тако да се већина бакра тргује на основу ЛМЕ / КОМЕКС / СФЕ, али испорука се врши директно, премештајући физички бакар и преносећи бакарни лим са правих складишта. 
Хемијска спецификација бакра је електролитички разредом ASTM B 115-00 (стандард који одређује чистоћу и максималну електричну отпорност производа). 